# Lamborghini Gallardo
Pour les articles homonymes, voir Gallardo.
La Lamborghini Gallardo est une voiture de sport du constructeur automobile italien Lamborghini. Sa conception est dirigée par Audi, propriétaire de la marque depuis 1998. Très attendue lors de sa présentation au salon automobile de Genève 2003, elle est conçue pour concurrencer la Ferrari 360 Modena, la marque ayant préalablement dévoilé son moteur V10 de 5 litres au Mondial de l'automobile de Paris 2002.
Le nom de la Gallardo évoque une célèbre race de taureaux de combat de la région de Cadix, nom utilisé afin de rester fidèle aux vœux de Ferruccio Lamborghini, le fondateur né sous le signe du Taureau, et dont le logo représente également cet animal.
Après dix ans de production, la dernière Gallardo sort de l'usine le 26 novembre 2013. Avec 14 022 voitures construites, c'est l'un des modèles les plus produits par la marque, après sa successeuse la Huracán et le SUV Urus.

## Première phase

### Présentation
Dès le début et en cohérence avec le design défini, la phase de conception a été complètement intégrée dans le projet de développement. Ainsi, une complète adéquation entre les exigences de style et les exigences fonctionnelles a été atteinte, en évitant les éléments de style sans base fonctionnelle ou parties fonctionnelles avec une mauvaise apparence visuelle.
Le dessin fut initié en 2000 par le centre d'étude de style de Lamborghini, les studios d'Italdesign de Giorgetto Giugiaro, avec le concours de l'ancien patron du style Audi, le Belge Luc Donckerwolke. La face avant est dessinée autour des dominantes entrées d'air de refroidissement, et de feux verticaux très fins. Le poste de pilotage est particulièrement avancé pour laisser plus de place au moteur et le capot est relativement court. Le galbe des ailes avant et du pavillon évoquant une légère houle qui s'oppose en finesse avec les arêtes vives de l'arrière plutôt court. La cinématique des portes en « ciseaux » a été réservée à la lignée traditionnelle des 12-cylindres. Les rétroviseurs extérieurs repliables dynamisent la vue de côté et sont montés sur une épaule évolutive intégrant des entrées d'air.
De nombreux détails concernant l'aérodynamique ont été particulièrement travaillés à l'image des poignées de porte dessinées pour une bonne pénétration dans l'air ou encore du dessin des feux arrière. Les roues, un facteur de différenciation fort dans l'histoire de Lamborghini, ont été développées dans la traditionnelle conception des trous ronds en interaction avec les rayons.
L'habitacle traité en noir est à l'image des Lamborghini et relativement des Audi, sans plus d'attention que les précédents modèles. La console centrale se prolonge entre les deux sièges et une petite visière derrière le volant permet d'abriter les cadrans de contrôle.
De la même manière qu'Audi et sa structure Space Frame, la « petite » Lamborghini (plus compacte que la Lamborghini Murciélago : 4,30 m au lieu de 4,58 m et moins large de 14 cm) adopte une structure en aluminium pour les éléments de carrosserie autoporteurs, ce qui permet de contenir son poids à environ 1 400 kg. La répartition des masses (42 % sur l'avant et 58 % sur l'arrière) permet de hautes performances. La Lamborghini Gallardo est animée par un V10 5,0 L ouvert à 90° en position centrale arrière développant 500 ch à 8 000 tr/min et un couple de 510 N m à 4 500 tr/min. Ce 5 litres, dessiné longue course (82,5 x 92,8 mm), dispose entre autres d'un double calage de distribution variable et de tubulure d'admission à géométrie variable. Ce moteur est conçu et assemblé en Italie, mais la fonderie est réalisée en Hongrie chez Audi.
La Gallardo offre deux choix de transmissions, une classique « H-Box » six vitesses à transmission manuelle et en option une six-vitesses électro-hydraulique contrôlée « semi-automatique à simple embrayage manuel séquentiel », que Lamborghini dénomme « E-gear ». La E-gear permet au conducteur de faire des changements beaucoup plus rapides qu'en transmission manuelle. Grâce à cette dernière transmission, le conducteur peut actionner les vitesses grâce à des palettes derrière le volant, sans avoir ainsi recours au levier central. Cependant, elle paraît désagréable à cause des à-coups lors des changements de vitesses, et les palettes sont trop petites et peu pratiques pour une bonne utilisation.
Depuis 2006, avec la venue de la version cabriolet, la puissance a été portée à 520 ch à 8 000 tr/min afin de mieux soutenir la comparaison avec ses plus sérieuses rivales, les Ferrari F430 (qui remplace la Modena) et Porsche 911 GT3 RS. La Gallardo abat ainsi le 0 à 100 km/h en 4 s, pour une vitesse de pointe de 315 km/h. Les trains roulants, la direction et les suspensions ont également été revus, ainsi que la gestion de la boîte électronique E-gear.
Sur le modèle 2008, un ordinateur de bord, une connectivité USB pour iPod, une surpiqure Q-citura sur les sièges et une couleur beige sur la Spyder, ont été ajoutés à la Gallardo.

### Spyder

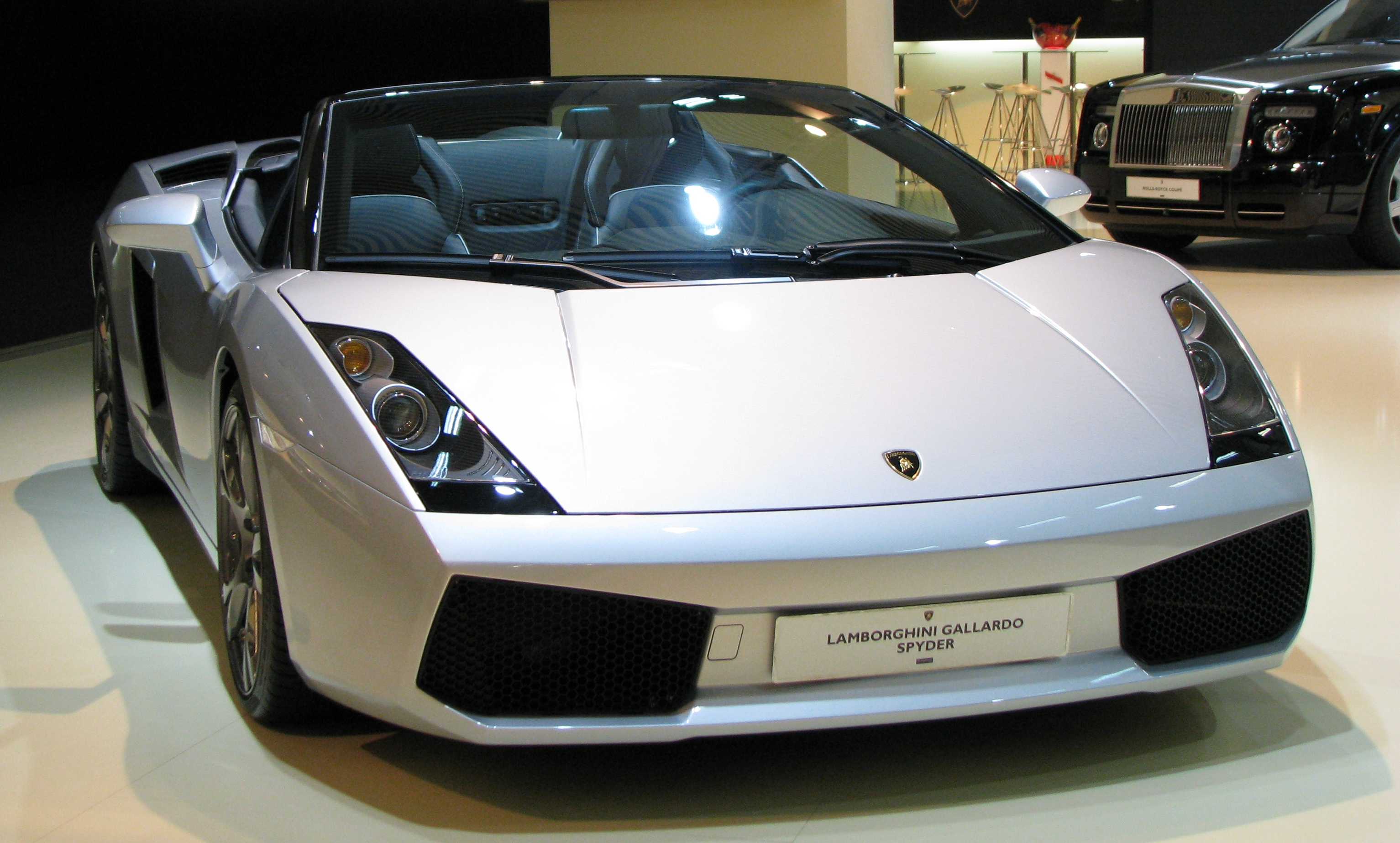
Une Gallardo Spyder à la fête de l'automobile de Barcelone 2009.

La Lamborghini Gallardo Spyder est la version cabriolet de la marque présentée au salon automobile de Francfort en 2005, et produite de série à partir de 2006.
Comme pour l'ensemble de la marque, les différences ne sont pas visibles dès le premier regard. On remarque cependant certaines différences à l'arrière, dues évidemment au fait que ce soit une version décapotable. Des renforts latéraux ont été adoptés pour rigidifier le châssis. La version Spyder voit de ce fait son poids augmenter de 90 kg à 1 520 kg. La manœuvre de capotage-décapotage est entièrement automatisée et s’effectue en 20 secondes.
Tout comme les autres, cette Gallardo Spyder développe 520 ch à 8 000 tr/min grâce à son moteur V10 en position centrale arrière, pour un couple inchangé de 510 N m à 4 250 tr/min et atteint une vitesse de pointe de 316 km/h en toit fermé. Cette Lamborghini abat ainsi le 0 à 100 km/h en 4,3 s, grâce notamment à 80 % de sa puissance disponible dès 1 500 tr/min. La vitesse de pointe est alors de plus de 300 km/h.
L’appui à haute vitesse est également important grâce à l’aileron arrière qui se déploie à partir de 120 km/h pour se rétracter en dessous de 90 km/h. Avec une répartition du couple de 70 % à l’arrière et 30 % l’avant, la Gallardo Spyder affirme son caractère de « propulsion ».

### SE

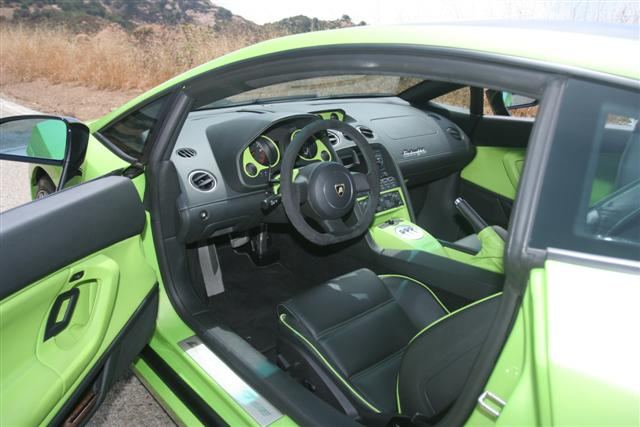
Intérieur d'une Gallardo SE Verde Ithaca de 2006.

La Lamborghini Gallardo SE (« SE » pour « special edition ») est lancée fin 2005. Elle se distingue de la version de base par notamment son toit noir, ses nouvelles jantes Callisto, et de façon plus discrète, par ses ailerons avant et arrière. Sa carrosserie bi-ton crée un contraste entre le noir du toit, des ailerons et des rétroviseurs, et le jaune, gris, blanc, orange ou vert habillant le reste de la carrosserie. À l'image de l'extérieur, l'intérieur de la Gallardo est bi-ton ; même les coutures du cuir sont de la couleur de la carrosserie.
Mécaniquement, la SE corrige de nombreux points faibles de la Gallardo originale : la direction est plus rapide et présente une meilleure réponse, les rapports de boîte de vitesses ont été optimisés pour le V10 et la puissance du moteur a été portée à 522 ch. La SE, dont la vitesse de pointe atteint les 316 km/h, effectue le 0 à 100 km/h en 3,95 secondes. Seulement 250 exemplaires de cette version seront produits. Cependant, toutes les évolutions techniques seront aussi apportées à toutes les Gallardo produites après 2006.
Le système E-gear a maintenant un nouveau mode pour optimiser l'accélération : le nouveau thrust mode permet d'assurer l'accélération maximale en plaçant automatiquement le régime moteur à 5 000 tr/min et en lâchant l'embrayage ce qui cause un patinage contrôlé des quatre roues motrices. Le passage des vitesses est lui aussi optimisé. Pour cela, le conducteur doit simplement sélectionner ce mode et appuyer à fond sur la pédale d'accélérateur, tout comme le ferait un pilote de Formule 1 utilisant le Launch Control.
Côté équipement, la Gallardo est, entre autres, équipée en série d'une caméra de recul, d'un système multimédia, d'un GPS, d'une suspension sport et d'une housse de protection exclusive. Mais il y a de nombreuses options, comme l'E-gear et son trust mode.

### Nera

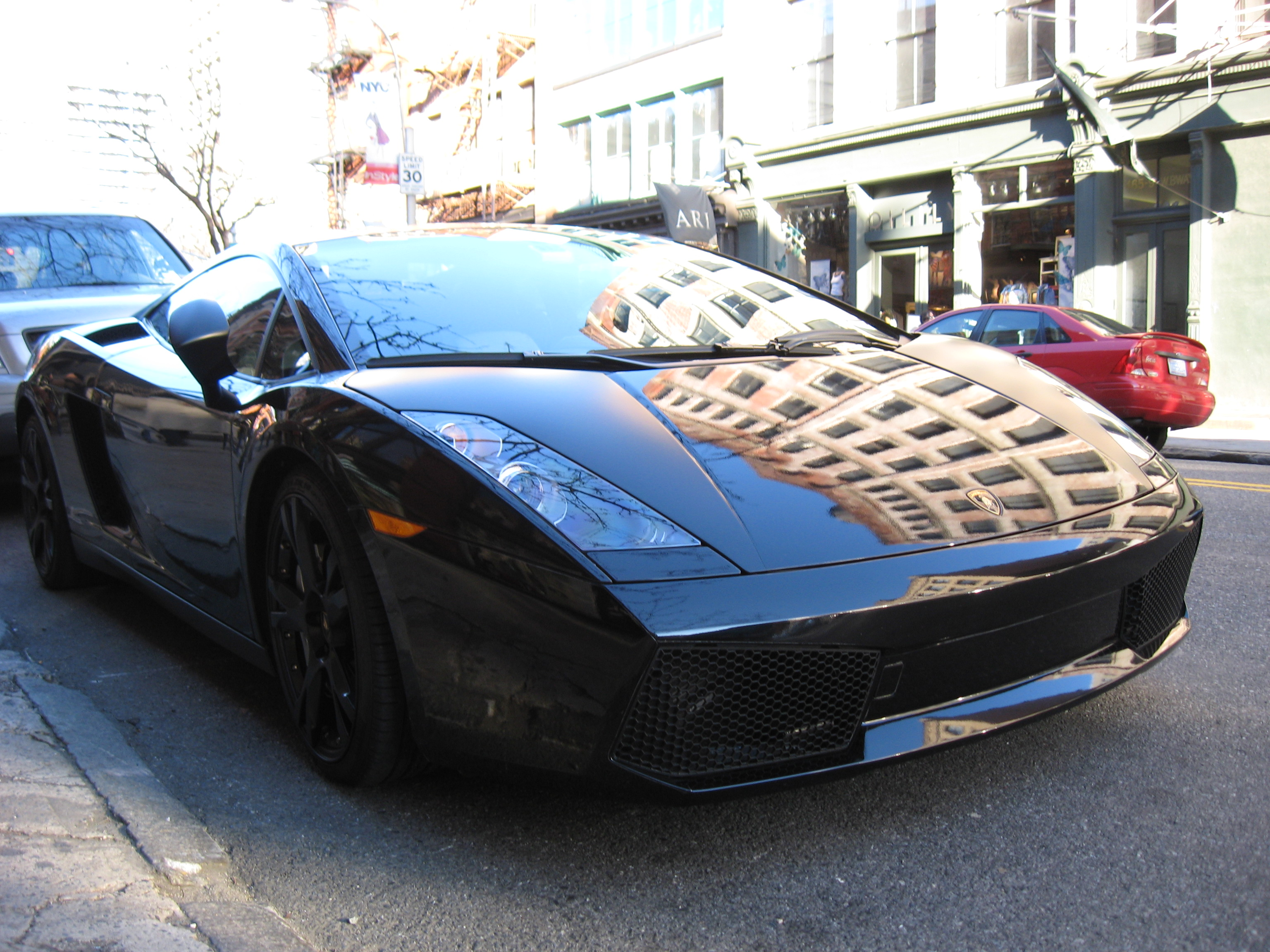
La Lamborghini Gallardo Nera.

Tout comme la Lamborghini Gallardo SE, cette Gallardo Nera est une édition spéciale, présentée à l’occasion du Mondial de l'automobile de Paris, vendue uniquement en 185 exemplaires, c'est-à-dire moins que la SE. Ces 185 exemplaires sont animés d'un V10 de 520 ch à 8 000 tr/min pour 520 N m de couple à 4 500 tr/min. Ainsi, seul le couple a été augmenté de 10 N m pour une puissance inchangée.
La Lamborghini Gallardo Nera opte pour une couleur extérieure noire qui mélange à la fois brillance noire Nero Serapis (pour la carrosserie en général) et mat noir Nero Noctis (pour les rétroviseurs, l'aileron, le toit, la partie supérieure des ailes arrière, les panneaux latéraux du capot...). Le côté sombre prime pour cette Gallardo Nera (les optiques de phares arrière le sont également). Côté intérieur, cette série spéciale Nera se distingue par une sellerie Exclusive Leather Package II bi-ton (noire et blanche). L'ensemble de l'habitacle joue sur ces deux couleurs contradictoires... Cependant, les couleurs ci-dessus sont les couleurs de base : la Nera est entièrement personnalisable par son propriétaire, et Lamborghini peut proposer toutes les couleurs possibles aux acheteurs.
D'un point de vue équipement de série, la Lamborghini Gallardo Nera inclut un système de navigation GPS et une caméra arrière de recul. L'équipement en option pour le modèle inclut la transmission automatisée E-gear, un panneau de verre transparent pour couvrir le moteur en le laissant visible de l'extérieur, une radio compatible Bluetooth et freins carbone céramique.

### Superleggera

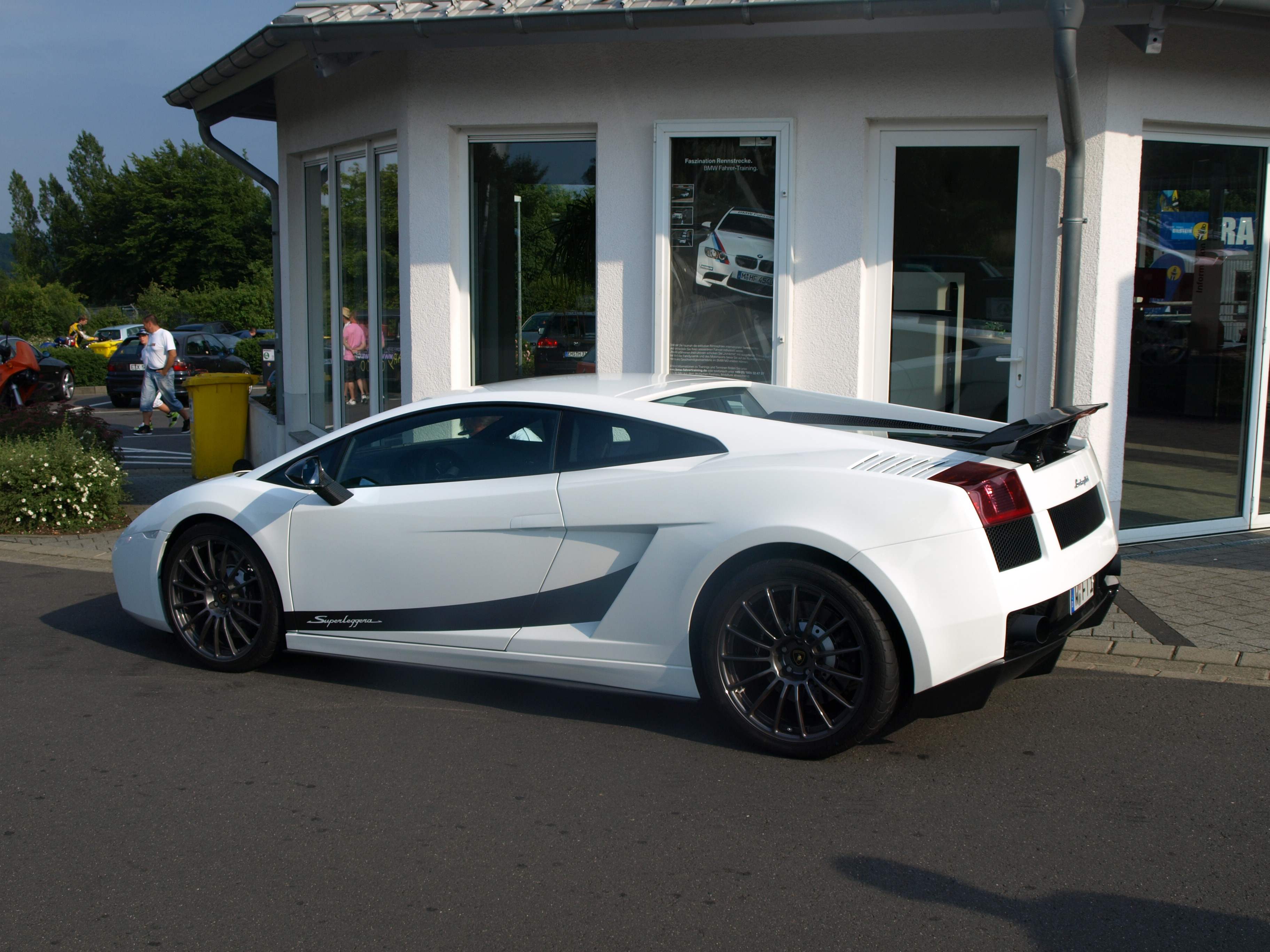
Une Gallardo Superleggera.

La Lamborghini Gallardo Superleggera (« super légère » en français) est la version allégée et améliorée de la Gallardo. Lamborghini cultive cependant l'exclusivité de sa « petite » sportive. En effet, la marque ne produit que 350 Superleggera pour l'année 2007. Le patronyme « Superleggera » occupe une place à part dans le monde de l'automobile : c'est le nom d'un principe de fabrication tubulaire inventé par le carrossier italien Touring en 1937, la nouvelle Gallardo n'ayant évidemment rien de commun avec ce type de carrosserie.
Pour concurrencer certaines Ferrari F430 Scuderia et Porsche GT2 la fibre de carbone est utilisée pour le capot moteur, le diffuseur arrière, les soubassements, les rétroviseurs, le tunnel central, les panneaux de portes et la coque des sièges. Le polycarbonate remplace le verre de certains vitrages. Le tout permet d'alléger la voiture de 100 kg (Europe) et 70 kg (États-Unis), notamment en raison de l'utilisation de jantes en magnésium forgé Skorpious et d'écrous en titane. La Superleggera ainsi allégée, son rapport poids/puissance atteint 2,67 kg/ch, soit 0,27 kg/ch de moins que la F430. En revanche, la Ferrari F430 Scuderia concurrente directe de la Lamborghini Gallardo Superleggera est munie d'un rapport poids-puissance inférieur à la Lamborghini.
De très légères modifications touchant à la cartographie procurent 10 ch supplémentaires qui poussent le V10 à un total de 530 ch. Le couple reste cependant lui inchangé, à 510 N m. La nouvelle Gallardo s'équipe par ailleurs d'une nouvelle admission et de nouveaux collecteurs d'échappement combinés à un échappement réduissant la contre-pression, octroyant ainsi un gain de puissance, mais également un gain de poids. La puissance moteur permet alors d'effectuer le 0 à 100 km/h en 3,8 s, soit 0,2 s de moins que la version « standard ».
Cette Lamborghini Gallardo Superleggera est disponible en quatre teintes : Midas Yellow, Borealis Orange, Telesto Gray et Noctis Black, agrémenté d'une large bande noire sur les flancs griffés du nom Superleggera. Sur les 172 modèles produits, huit l'ont été en blanc par commande spéciale hors catalogue[réf. nécessaire]. L’habitacle de la Gallardo fait une bonne place à l’Alcantara. Un petit détail particulier de sportivité : pour fermer ou ouvrir la porte, il faut tirer sur une lamelle de cuir. En option, la Gallardo propose un système de navigation, un changeur CD, une caméra de recul, un aileron, des inserts en carbone supplémentaires pour l’habitacle, des ceintures de sécurité quatre-points, des renforts tubulaires et un système de freinage carbone-céramique.

### Voiture de police

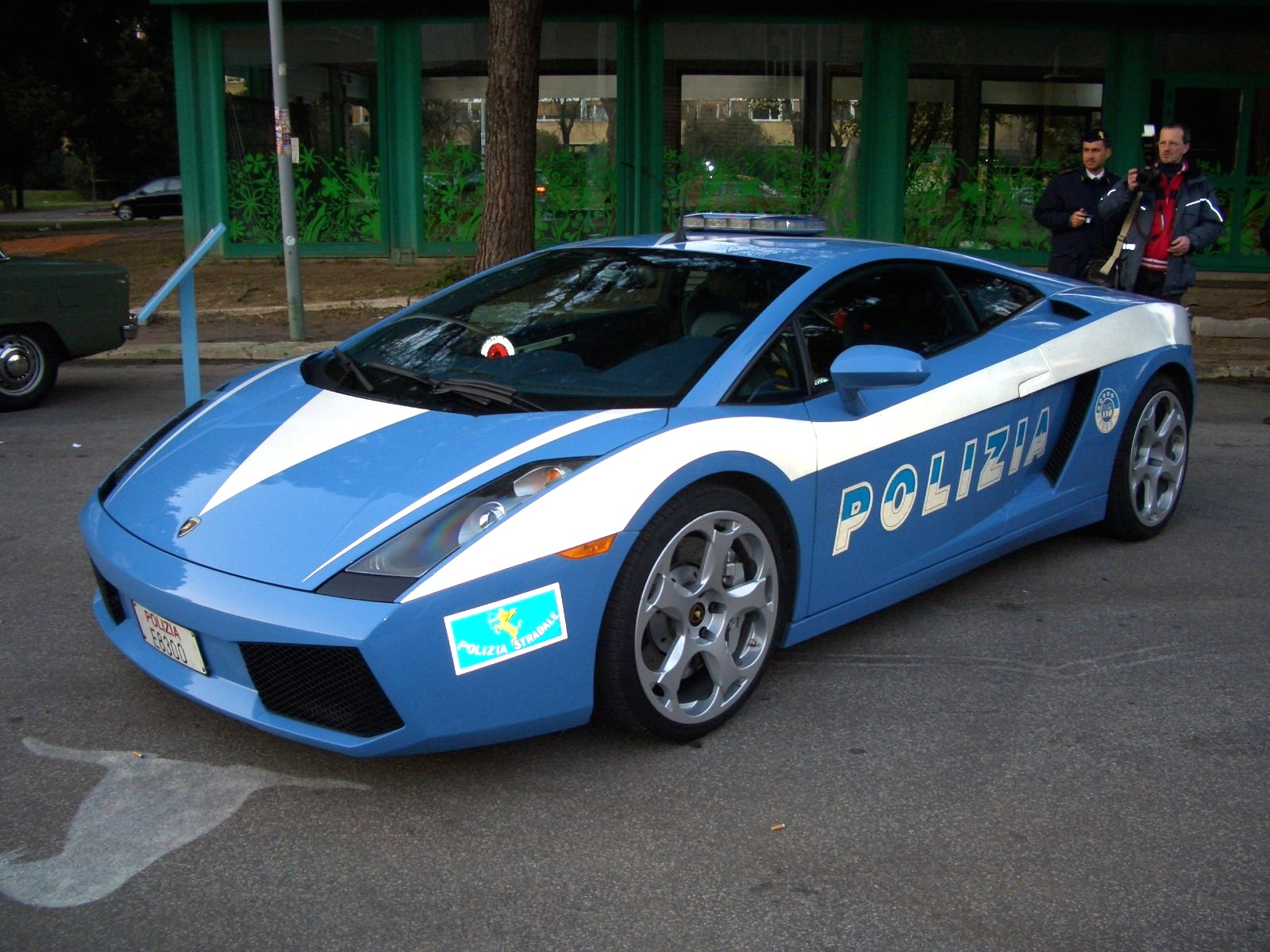
Une Gallardo offerte par Lamborghini à la police italienne.

En décembre 2004, deux Gallardo ont été offertes par Lamborghini à la police italienne en l'honneur de son 152e anniversaire. Les Gallardo sont utilisées par la police de la circulation (Polizia Stradale) sur l’autoroute Salerno – Reggio. Peintes en bleu et blanc comme les autres véhicules de la police italienne, elles sont également munies d'un gyrophare et d'une sirène, elles disposent d’un équipement de premier secours avec défibrillateur cardiaque, d'un nécessaire de réanimation, et d'un caisson réfrigéré pour le transport d'organes.
Différents équipements électroniques sont également présents pour la police avec entre autres, un téléphone cellulaire, le système Provida de la police italienne de transmission d’images, lequel enregistre les infractions et envoie des images en temps réel, et le système Elsag Autodetector de reconnaissance de plaques ainsi qu'une localisation par satellite. La transmission intégrale et les pneus neige Sottozero spécialement développés par Pirelli pour Lamborghini permettent à la police italienne d'intervenir dans toutes les conditions météo.
Des Gallardo ont été également temporairement « prêtées » à la police britannique de Londres, cette fois-ci arborant le motif bleu et jaune à damiers typique de la police britannique.

## Deuxième phase

### LP560-4
C'est en 2008, au salon de l'automobile de Genève, qu'est présentée la version retravaillée de la Gallardo, la Gallardo LP560-4. Sa dénomination comprend « LP » pour la position « longitudinale posteriore » du moteur (« longitudinale arrière », position qui était apparue sur la Lamborghini Countach puis repris sur la Lamborghini Murciélago en 2006), « 560 » pour la puissance développée par le V10, et « 4 » pour la transmission intégrale dont elle est équipée. Les différences concernent l'esthétique et le moteur.
La principale modification de cette Gallardo réside dans son moteur, un V10 en aluminium développé selon le principe des vases communicants. Le V10 de 5,0 L à lubrification par carter sec demeure toujours le même : inauguré à 500 ch sur la première Gallardo, poussé à 520 ch en 2005 puis 530 sur la Superleggera, il est poussé ici à 5,2 L (+243 cm3) par injection directe IDS (Iniezione Diretta Stratifica) et atteint les 560 ch à 8 000 tr/min. Le moteur à bloc non chemisé, qui a ainsi subi un alésage et introduit une nouvelle cartographie de l'alimentation, met un point d'honneur à réduire les masses en mouvement, entre autres les bielles et les pistons, mais également les frottements afin d'atteindre les 8 500 tr/min. Le rendement du moteur atteint les 108 ch/L et le couple est de 55 mkg (soit 540 N m) à 6 500 tr/min, notamment en raison du taux de compression de 12,5, élevé pour un moteur essence. Ce couple est par ailleurs déployé par l'intermédiaire d'un visco-coupleur. Le poids de 1 500 kg, réparti à 43 % à l'avant et 57 % à l'arrière, entraine un rapport poids/puissance de 2,7 kg/ch. Les performances de ce moteur se traduisent par un 0 à 100 km/h en 3,7 s et un 0 à 200 km/h en 11,8 s. Ce moteur dérivé du 5.0 est conçu et assemblé en Hongrie chez Audi, tout comme sa fonderie.
La transmission manuelle à six rapports ou automatique E-gear est de nouveau présente. Cette dernière a cependant subie une modification en profondeur en vue d'être allégée et de réduire de 40 % les temps de passage entre les rapports : 200 ms auparavant pour 120 ms désormais. D'autres points importants ont été revus pour améliorer la performance : le tarage des combinés ressort/amortisseur ajusté, une assistance de direction re-paramétrée ou encore l'apparition de silent-blocs et porte-moyeux. Lamborghini, et notamment son directeur de communication, n'omet pas la préservation de l'environnement avec des émissions de CO2 en recul de 18 %, atteignant les 327 g/km.
La LP560-4 se distingue des autres Lamborghini par différentes révisions esthétiques, dues à Walter de'Silva, lui donnant une allure rappelant un peu la Lamborghini Murciélago LP640. L'avant de la Gallardo 560 est remodelé à la manière d'une Lamborghini Reventón avec des traits plus marqués au style « avion de chasse ». Les ouvertures avant ont été ainsi élargies et agrandies, tout comme les ouïes sculptées sur les flancs, le tout améliorant le refroidissement des radiateurs et du moteur. À l'image de la Reventón, le nez est plus pointu. Les phares avant comme arrière s'équipent de LED pour un éclairage de jour : à l'avant, les LED prennent la forment d'un « Y » et à l'arrière, le dessin est celui d'hélices. Un aileron rétractable fait son apparition à l'arrière, ainsi qu'un gros diffuseur noir sous les quatre sorties d'échappement rondes. Le gain aérodynamique est alors de 30 %. Enfin, la LP560-4 arbore de nouvelles jantes à 20 bâtons.

### LP550-2 Valentino Balboni

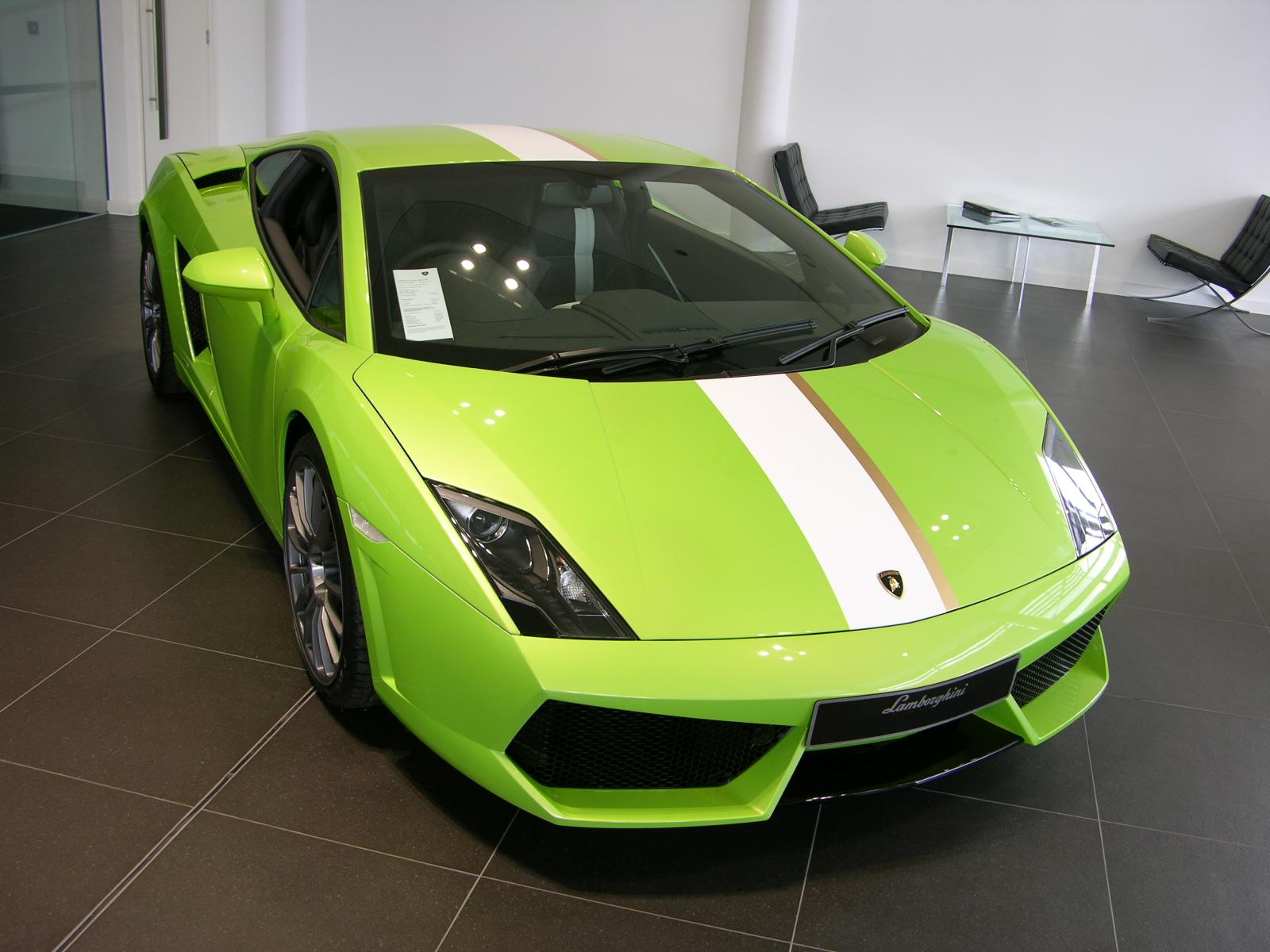
Lamborghini Gallardo LP550-2 par Valentino Balboni.

Édition spéciale, cette version est créée en l'honneur de Valentino Balboni, l'essayeur attitré de Lamborghini depuis plus de quarante ans. Elle perd dix chevaux par rapport à la version précédente et devient la seule propulsion de la gamme actuelle en se passant de la transmission aux roues avant. Elle est cependant plus brutale et plus sportive que l'ancienne mais également plus compliquée à conduire. On la différencie aisément par deux bandes de couleur, une blanche et l'autre grise ou noire, qui sont peintes sur toute la longueur de la voiture.

### LP570-4 Superleggera
Dévoilée au salon de Genève 2010, celle-ci est une amélioration de la LP 560-4. Du côté esthétique, quelques modifications la différencie de sa petite sœur. Entre autres, un nouvel aileron optionnel en fibre de carbone avec un feu d'arrêt incorporé fait son apparition.
Du côté performance, elle gagne dix chevaux et perd 70 kg pour arriver à un poids total de 1 340 kg grâce à l'utilisation intensive de fibre de carbone, dans les sièges par exemple. Grâce à tout ceci, elle abat maintenant le 0 à 100 km/h en 3,4 secondes ce qui est aussi bien que sa concurrente la plus directe, la nouvelle Ferrari 458 Italia.
Pour ce qui est de la consommation, on est très loin du 17 L/100 km de la première Gallardo puisque les chiffres annoncés par Lamborghini sont de 13,5 L/100 km avec la boîte automatique E-gear et 14,4 L/100 km avec la boîte manuelle.

### LP570-4 Performante
Dévoilée au salon de Los Angeles fin 2010, il s'agit de la version « spider » de la LP570-4 Superleggera. Annoncée à 1 485 kg pour une puissance de 570 chevaux, elle abat le 0 à 100 km/h en 3,9 secondes. 22 secondes sont nécessaires pour décapoter ou recapoter.

### LP570-4 Squadra Corse

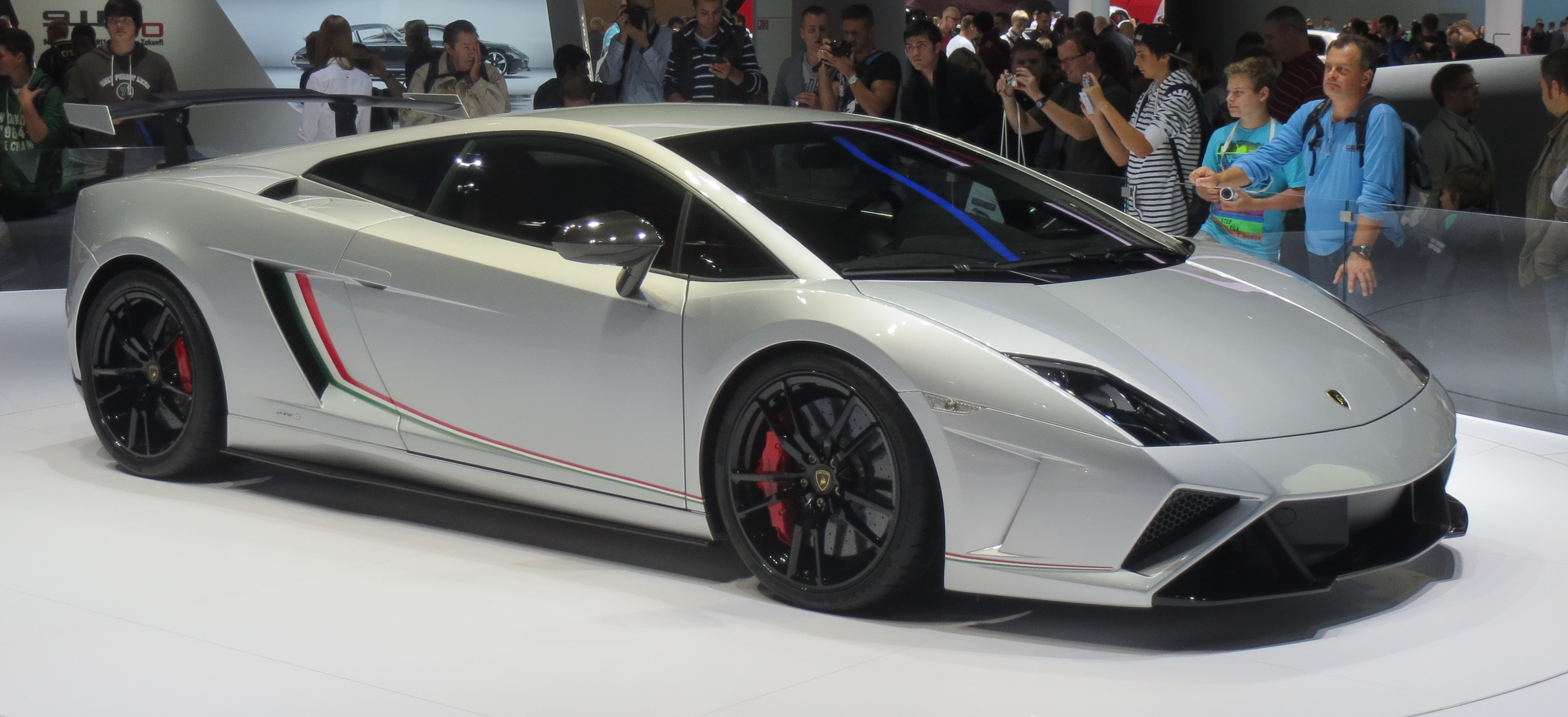
Lamborghini Gallardo LP570-4 "Squadra Corse".

Cette édition spéciale basée sur la Super Trofeo sera présentée au mois de septembre au Salon de l'automobile de Francfort 2013. Cette version de la Gallardo reçoit un nouveau diffuseur et un nouveau capot moteur. À bord, Lamborghini offre des inserts en fibre de carbone et un intérieur en Alcantara. Elle sera équipée d'un moteur V10 qui disposera d'une puissance de 570 chevaux. Son 0 à 100 km/h s'effectue en 3,4 secondes et son 0 à 200 km/h en 10,4 secondes. Sa vitesse maximale est annoncée à 320 km/h. Elle est limitée à 50 exemplaires .

### Super Trofeo Stradale

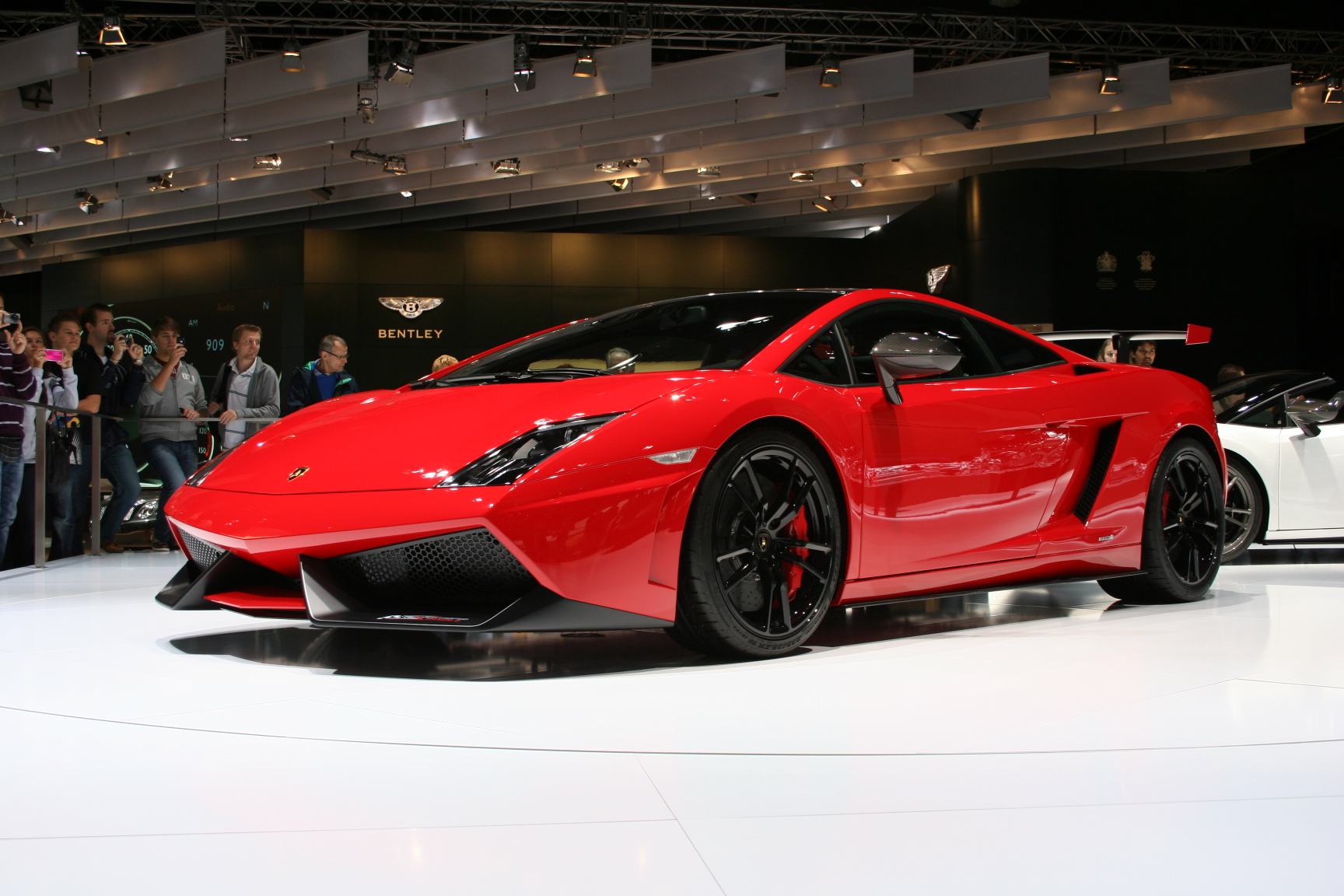
Modèle "Super Trofeo Stradale".

Édition limitée à 150 exemplaires. Bien qu'ayant la même motorisation que la LP570-4, celle-ci voit son poids diminuer de 70 kg. Les performances sont légèrement améliorées avec un 0 à 100 km/h en 3,4 secondes et 10,4 secondes pour atteindre les 200 km/h et une vitesse de pointe de 325 km/h.

## Troisième et dernière phase

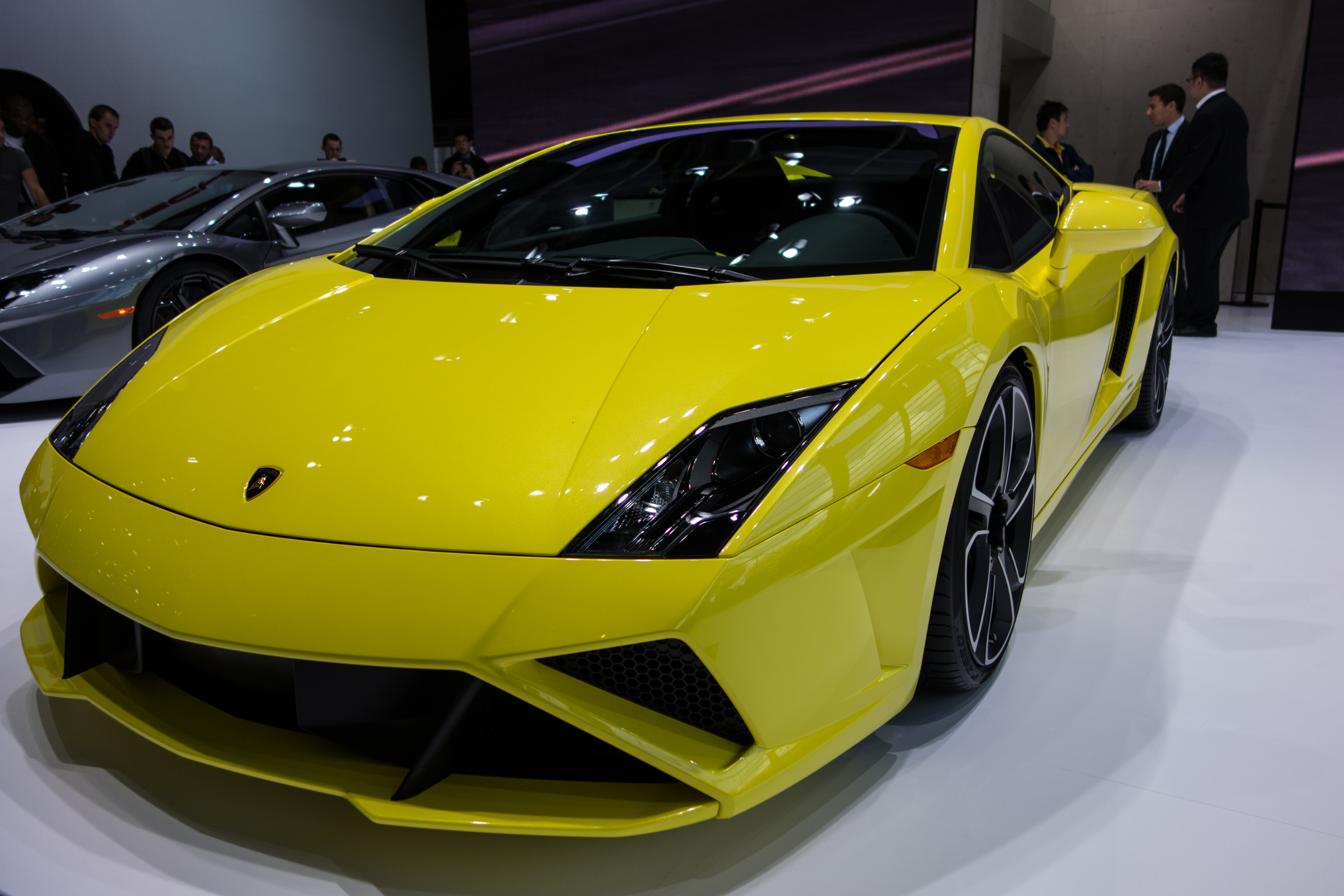
Lamborghini Gallardo LP 560-4 de 2013.

### LP560-4 2013
Dévoilée au Mondial de l'automobile de Paris 2012, cette version est en fait une version restylée de la LP 560-4. Elle en reprend d'ailleurs tous les éléments et la seule différence réside dans sa carrosserie qui bénéficie d'une évolution en douceur. Cette modification a pour but de rajeunir la Gallardo avant son remplacement définitif prévu pour 2014. La remplaçante est la Huracàn LP610-4.
La dernière Gallardo a été produite le 26 novembre 2013.